# Bassaricyon beddardi
Bassaricyon beddardi är en däggdjursart som förekommer i Sydamerika och som beskrevs av Pocock 1921. Bassaricyon beddardi ingår i släktet olingobjörnar, och familjen halvbjörnar. IUCN kategoriserar arten globalt som livskraftig. Inga underarter finns listade.
Artens utbredningsområde sträcker sig från centrala Venezuela och västra Guyana till norra Brasilien. Bassaricyon beddardi vistas där i bergstrakter med Tepui. Det antas att arten har samma levnadssätt som andra olingobjörnar.